# Крістофер Гів'ю
Крістофер Гів'ю (норв. Kristofer Hivju; нар. 7 грудня 1978, Осло, Норвегія) — норвезький актор, продюсер та письменник, найвідоміший своєю роллю Тормунда у телесеріалі «Гра престолів» та Родоса у фільмі «Форсаж 8». Двоюрідний брат французької акторки Ізабель Нанті.
Випускник данської філії Російського університету театрального мистецтва у місті Орхус 2004 року.

## Фільмографія

### Фільми
| Рік  |    | Українська назва       | Оригінальна назва           | Роль                     |
| ---- | -- | ---------------------- | --------------------------- | ------------------------ |
| 2005 | кф |                        | Closework                   | Плеєрен                  |
| 2008 | ф  |                        | Rovdyr                      | чоловік у кафе           |
| 2011 | ф  | Дещо                   | The Thing                   | Йонас                    |
| 2013 | ф  | Земля після нашої ери  | After Earth                 | начальник служби безпеки |
| 2014 | ф  |                        | Kraftidioten                | Стіг Ерік Сміт           |
| 2014 | ф  |                        | Turist                      | Метс                     |
| 2014 | ф  |                        | Operasjon Arktis            | Фангстман                |
| 2015 | ф  |                        | Wendyeffekten               | Персі                    |
| 2016 | ф  |                        | Birkebeinerne               | Торстейн                 |
| 2017 | ф  | Форсаж 8               | The Fate of the Furious     | Конор Роудс              |
| 2020 | ф  | Швидкісний спуск       | Downhill                    | Майкл                    |
| 2021 | ф  |                        | Three Wishes for Cinderella | Hestepasseren            |
| 2023 | ф  | Кокаїновий ведмідь     | Cocaine Bear                | Олаф                     |
| 2024 | ф  | Далекий                | Distant                     | Дуейн                    |
| 2024 | ф  | Кодове ім'я «Червоний» | Red One                     | Крампус                  |

### Телебачення
| Рік       |    | Українська назва | Оригінальна назва    | Роль                                                   |
| --------- | -- | ---------------- | -------------------- | ------------------------------------------------------ |
| 2001      | с  |                  | Fox Grønland         | Джим Олсен (2 серії)                                   |
| 2007      | с  |                  | Seks som oss         | людина у барі (1 серія)                                |
| 2007      | с  |                  | Størst av alt        | Бен (6 серій)                                          |
| 2013      | с  |                  | Kampen               | експериментатор (Епізод: "Kampen for å slippe skolen") |
| 2013—2019 | с  | Гра престолів    | Game of Thrones      | Тормунд (33 серії)                                     |
| 2014      | с  | Ліллегаммер      | Lilyhammer           | Тормод (Епізод: "Foreign Affairs")                     |
| 2016—2021 | с  |                  | Beck                 | Штейнар Говланд (9 серій)                              |
| 2019      | с  |                  | Twin                 | Ерік / Адам (8 серій)                                  |
| 2020      | мс | Качині історії   | DuckTales            | Йормунґанд (Епізод: "The Rumble for Ragnarok!")        |
| 2021      | с  | Відьмак          | The Witcher          | Нівеллен (Епізод: "A Grain of Truth")                  |
| 2024      | с  | Джентльмени      | The Gentlemen        | Флоріан де Гроот (2 серії)                             |
| 2024      | мс | Присмерк богів   | Twilight of the Gods | Андварі (6 серій)                                      |